# Tony Barton (atlet)
Orrin Anthony Barton (* 17. října 1969, Washington, D.C.) je bývalý americký atlet, jehož specializací byl skok do výšky.
V roce 1993 vybojoval na světové letní univerziádě v Buffalu výkonem 230 cm zlatou medaili. Na MS v atletice 1993 ve Stuttgartu obsadil 8. místo (231 cm). V roce 1995 uspěl na halovém MS v Barceloně, kde získal bronzovou medaili. Ve finále překonal 232 cm. V témže roce se zúčastnil také světového šampionátu v Göteborgu, kde skončil na 7. místě.